# Fiorino
Il fiorino è un'unità monetaria diffusa in Europa fin dall'XI secolo e tuttora presente in Ungheria (fiorino ungherese) e nella nazioni costitutive del Regno dei Paesi Bassi di Curaçao e Sint Maarten (fiorino delle Antille Olandesi) e Aruba (fiorino arubano).
Il nome ha origine dal fiorino d'oro, una moneta di 3,537 grammi a 24 carati coniata per la prima volta nel 1252 a Firenze, grazie al podestà d'origine bresciana Filippo Ugoni. Il nome deriva dal fior di giglio rappresentato al dritto della moneta. Nel XIII secolo e fino al rinascimento il fiorino, grazie alla crescente potenza bancaria di Firenze, divenne la moneta di scambio preferita in Europa, alla pari dello zecchino della Repubblica di Venezia.

## Storia

### Il fiorino d'oro fiorentino
Il fiorino (insieme ai quasi coetanei genovino e zecchino) fu una delle prime monete d'oro a venire coniata in Italia dopo la caduta dell'Impero Romano. L'utilizzo dell'oro nella monetazione europea fu resa possibile dalla ripresa dei commerci con il Nordafrica da cui arrivava la maggioranza dell'oro utilizzato per le monete e il commercio. Il fiorino era composto di oro puro 24 carati. L'elevatissimo potere d'acquisto della moneta imponeva l'uso di svariati sottomultipli, quali il fiorino d'argento (detto anche grosso o popolino, di valore variabile inizialmente pari ad 1/20 del fiorino d'oro, ma successivamente svalutato fino a toccare, durante la seconda metà del XVI sec., il valore di 1/150 della moneta d'oro) ed il fiorino di rame, detto anche "fiorino nero" per il colore che assumeva col passare del tempo, del valore (almeno iniziale) di 1/240 del suo multiplo aureo, ossia 1/12 del fiorino d'argento. Tale suddivisione si rifaceva al sistema monetario introdotto da Carlo Magno (1 lira = 20 soldi = 240 denari) ed inizialmente un fiorino d'oro valeva appunto quanto una lira.

#### Il popolino
Accanto al fiorino d'oro, nel 1296 Firenze emise anche un popolino, cioè un fiorino grosso d'argento. Era al titolo, elevatissimo per l'epoca, di 958 e 2/3 su 1000. Valeva 1/20 del fiorino d'oro, o 1 soldo. Esisteva anche un fiorino piccolo, un denaro da 1/12 di soldo.
L'argento con questo titolo elevato fu detto argento popolino e questo titolo divenne obbligatorio in Firenze sia per le monete sia per i lavori di argenteria.
Monete con il nome di Popolino furono emesse anche a Roma, con il valore di 1/12 del grosso, ed a Lucca, in mistura, nel 1369, dopo la fine del dominio pisano e la costituzione della Repubblica.

#### Fiorini di conio fiorentino
I fiorini d'oro di conio fiorentino sono monete identiche a quelle di Firenze. Furono emesse copiosamente a Napoli dal XIII al XV secolo, ma notizie della loro coniazione riguardano anche la zecca di Roma e qualche zecca minore dell'Italia meridionale. La Repubblica fiorentina, per statuto, puniva coloro che al di fuori di Firenze producevano questi fiorini in maniera vistosamente differente da quelli fiorentini .

### La diffusione del fiorino
Un fiorino a imitazione fiorentina, denominato fiorino della regina, fu emesso a Napoli durante il regno della regina Giovanna I.
"Fiorino papale" è il nome dato al ducato di camera, coniato ad Avignone da Giovanni XXII.
Fiorini d'oro furono emessi da molte altre zecche italiane: fiorino di Lucca, Milano, papale, di Savoia. Anche molti stati europei emisero monete con caratteristiche simili.
Nel tardo Medioevo iniziò a coniare fiorini anche il Regno d'Ungheria.

In questo paese il fiorino è stato adottato come moneta nazionale, tanto che ancor oggi è il nome della valuta locale: il forint ungherese.
Nel Sacro Romano Impero si diffuse nel Rinascimento una moneta d'argento del valore di un fiorino d'oro. Benché si trattasse di una moneta d'argento, mantenne il nome di Gulden (aureo).

Tale moneta ebbe molto successo e divenne la moneta ufficiale di tutti gli stati della Germania centro-meridionale, fra cui Francoforte, il Baden, il Württemberg, la Baviera e soprattutto l'Austria, nonché delle Provincie Unite.
Il double leopard, moneta dal valore di due fiorini d'oro, fu battuto con poco successo da Edoardo III verso il 1344, ma sostituito dopo pochi mesi dal noble d'oro.

### Il fiorino nella monetazione moderna e contemporanea
Nel Granducato di Toscana il fiorino d'oro da 3,49 grammi d'oro a 1000/1000 con tipi molto simili era ancora battuto al tempo di Pietro Leopoldo di Lorena, di Ferdinando III di Toscana sia nel primo periodo (1790-1801) sia dopo il Congresso di Vienna e di Leopoldo II di Lorena.
Un fiorino toscano (6,88 g a 916/1000) dal valore di 100 quattrini fu emesso da Leopoldo II di Lorena tra il 1826 ed il 1858 e dal Governo provvisorio della Toscana nel 1859 poco prima dell'annessione al Regno di Sardegna. Recava il giglio di Firenze con sotto la scritta «FIORINO» ed intorno «QUATTRINI CENTO».
Nel Lombardo-Veneto circolava un fiorino d'argento di stile austriaco da 60 soldi battuto fino al 1866.
Il fiorino è rimasto la moneta ufficiale degli stati della Germania centro-meridionale, fra cui Francoforte, il Baden, il Württemberg, la Baviera, fino all'Unità tedesca nel 1870.
Inoltre è rimasto la moneta ufficiale dell'Impero austro-ungarico fino all'adozione della corona nel 1892.
Infine è rimasto la moneta olandese fino all'introduzione dell'euro nel 2002.
In Gran Bretagna furono emessi anche nel XIX secolo, dal 1848, una moneta da un fiorino d'argento dal valore di 2 scellini (florin) ed un doppio fiorino. Queste monete furono emesse per cercare di introdurre la decimalizzazione nella monetazione britannica. Nel 1968, in previsione della decimalizzazione prevista per il 1971, fu emessa una moneta da 10 pence, con lo stesso valore, dimensione e peso.
Oggi conservano il nome del fiorino il fiorino ungherese, il fiorino di Aruba ed il Fiorino caraibico (ex fiorino delle Antille olandesi).